# Hilvoorde
De Hilvoorde (ook gespeld als Hilvoorden, Hillevoorde of Hillevoorden) was een buitenplaats te Rijswijk in de Nederlandse provincie Zuid-Holland. Op dit domein hebben twee hoofdgebouwen gestaan: een hoeve uit de 17e eeuw, en daarna een buitenhuis uit het begin van de 19e eeuw. Verder stond er een boerderij die Endelvaart heette. Tegenwoordig resteert er nog een 18e-eeuws bruggetje uit dit domein.

## Eerste gebouw
De Hilvoorde was een van verscheidene buitenplaatsen die in de 17e eeuw door welgestelde Nederlanders rond Rijswijk gebouwd werden. In 1705 stond het domein te huur. Het was toen 8 morgen (7 hectare) groot, en bevatte een stal, een koetshuis en een tuinmanshuis, boomgaarden, vijvers en landbouwgrond.
Verder zijn er weinig details over hoe het domein eruit heeft gezien. Op een kaart van Nicolaus Cruquius uit 1712 lijkt het te gaan om een hoeve met herenkamer. Tegen het eind van de 18e eeuw was het landgoed in vervallen staat. Daarop is de hoeve rond 1800 afgebroken.

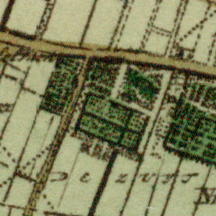
De Hilvoorde op de kaart van N. Cruquius (1712)

## Tweede gebouw
In korte tijd na de afbraak van de hoeve is er op het domein een nieuw buitenhuis gebouwd. Dit gebouw staat onder andere op een kaart van S.W. van der Noordaa uit 1839 weergegeven, met enkele bijgebouwen en een park met waterpartijen.
In 1842 werd begonnen met de aanleg van de Spoorlijn Den Haag - Rotterdam die vlak bij het landgoed Hilvoorde een bocht maakt. Het eerste Station Rijswijk werd aan de land van het landgoed gebouwd, de latere Stopplaats Rijswijk-Wateringen. Naast de Hilvoorde werd toen ook een boezemvaart aangelegd, met een brug over de Zandvaart, omdat het vervoer van meststoffen over water in het gedrang zou komen door de aanleg van de spoorlijn.
In 1892 werd het Huis te Werve samen met de Hilvoorde en de 'bouwmanswoning' Rusthof voor ƒ 161.000 per veiling verkocht. Het hoofdgebouw van de Hilvoorde was waarschijnlijk al voor 1876 afgebroken. Wel waren er nog wandelpaden, waterpartijen en een moestuin.

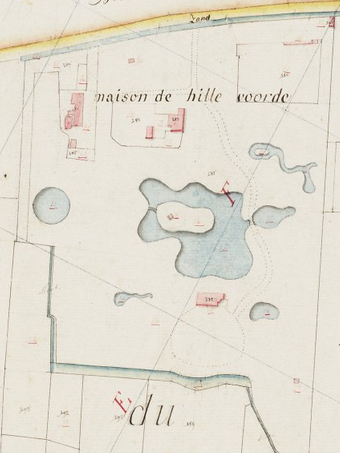
De Hilvoorde op een kadasterkaart van Rijswijk (1822)
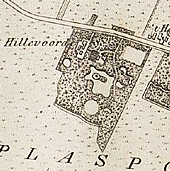
De Hilvoorde op de kaart van S.W. van der Noordaa (1839)
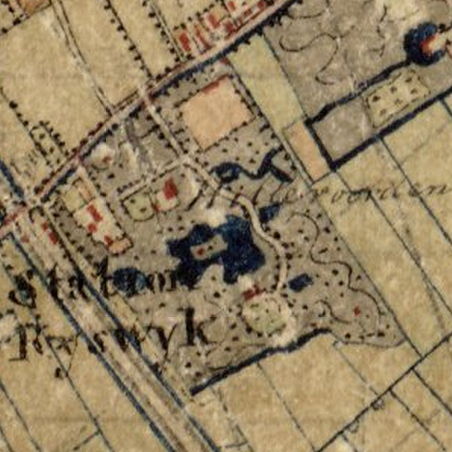
De Hilvoorde op een militaire kaart (1850)

## Endelvaart
Binnen het terrein van de voormalige Hilvoorde heeft tot in de jaren 50 een boerderij gestaan die Endelvaart heette. Rondom deze boerderij was in het begin nog het bos van het oude domein te vinden. Later is in de boerderij een theeschenkerij gevestigd geweest. Ook heeft er op het terrein een gebouw gestaan met de naam Nieuw Werve.

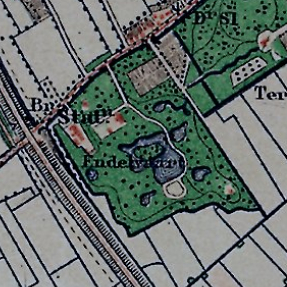
De Endelvaart op een militaire kaart (1876)

## Bewoners / eigenaars
De namen van verschillende bewoners en eigenaars van de Hilvoorde zijn bekend:
- 1737: Mr. Anthony Johan de Vries, uit Den Haag[9][10]
- 1793: W.A. Verbrugge, koopman en schepen te Rotterdam[2]
- Rond 1800: Maarten Albregtse Coelewijn, uit Loosduinen[11]

## Moderne tijd
Het enige dat nog resteert is een 18e-eeuws bakstenen bruggetje dat van de Van Vredenburchweg naar het Bous de Jongpark loopt. Dit was de belangrijkste toegangsweg naar de Hilvoorde, over de Zandvaart die in de 17e eeuw gegraven is voor de zandwinning. De profilering van het muurwerk aan de straatzijde laat zien dat het bruggetje oorspronkelijk hekpijlers had, waarmee het leek op de toegangsbrug naar het dichtbijgelegen Huis te Werve. Het bruggetje van de Hilvoorde is in 1995 grondig gerestaureerd. Het is beschermd als gemeentelijk monument onder nummer 0603/052.
Rond 1960 werd op de plaats van de Hilvoorde de wijk Huis te Lande gebouwd. Elders in Rijswijk komt de straatnaam Hilvoordestraat terug. Een van de zalen van het Stadhuis van Rijswijk heet de Hilvoordezaal. Verder heeft in Rijswijk een lagere school gestaan met de naam Hilvoordenschool.